# Fortuna '54 in het seizoen 1966/67
Het seizoen 1966/1967 was het 13e jaar in het bestaan van de Geleense betaaldvoetbalclub Fortuna '54. De club kwam uit in de Eredivisie en eindigde daarin op de 14e plaats. Tevens deed de club mee aan het toernooi om de KNVB Beker, hierin werd in de eerste ronde, na verlenging, verloren van FC Den Bosch/BVV (1–2).

## Wedstrijdstatistieken

### Eredivisie
|       | ADO   | Ajax  | DOS   | DWS   | Elinkwijk | Feijenoord | Go Ahead | GVAV  | MVV   | NAC   | PSV   | Sittardia | Sparta | Telstar | FC Twente '65 | Willem II | Xerxes |
| ----- | ----- | ----- | ----- | ----- | --------- | ---------- | -------- | ----- | ----- | ----- | ----- | --------- | ------ | ------- | ------------- | --------- | ------ |
| Thuis | 1 – 3 | 2 – 3 | 0 – 3 | 4 – 0 | 2 – 0     | 2 – 6      | 1 – 1    | 3 – 2 | 1 – 1 | 1 – 3 | 2 – 3 | 1 – 0     | 1 – 3  | 1 – 2   | 0 – 2         | 1 – 1     | 4 – 1  |
| Uit   | 2 – 0 | 1 – 0 | 1 – 0 | 0 – 1 | 2 – 2     | 3 – 0      | 4 – 0    | 1 – 2 | 1 – 1 | 2 – 2 | 2 – 2 | 1 – 2     | 4 – 0  | 2 – 0   | 2 – 2         | 2 – 1     | 2 – 2  |

### KNVB Beker
| 1e ronde                                        | FC Den Bosch/BVV                        | 1 – 2 (1 – 0, 1 – 1) Na verlenging | Fortuna '54    |
| 2 april 1967 Plaats: 's-Hertogenbosch De Vliert | Wim van Helvoort 26' Karel Paulides 93' |                                    | 87' Jef Vliers |

## Statistieken Fortuna '54 1966/1967

### Eindstand Fortuna '54 in de Nederlandse Eredivisie 1966 / 1967
| Stand | Gespeeld | Gewonnen | Gelijk | Verloren | Punten | Doelpunten voor | Doelpunten tegen |
| ----- | -------- | -------- | ------ | -------- | ------ | --------------- | ---------------- |
| 14e   | 34       | 8        | 9      | 17       | 25     | 44              | 66               |

### Topscorers
| #      | Naam            | Goal |
| ------ | --------------- | ---- |
| 1.     | Uwe Fischer     | 12   |
| 2.     | Jef Vliers      | 8    |
| 3.     | Chris Coenen    | 5    |
| 3.     | Gène Gerards    | 5    |
| 5.     | Harry Golsteijn | 4    |
| 5.     | Ton Golsteijn   | 4    |
| 7.     | Henk Brinkhuis  | 2    |
| 7.     | Giel Haenen     | 2    |
| 9.     | Zef Dullens     | 1    |
| 9.     | Herman Jacobs   | 1    |
| Totaal | Totaal          | 44   |

| #      | Naam       | Goal |
| ------ | ---------- | ---- |
| 1.     | Jef Vliers | 1    |
| Totaal | Totaal     | 1    |

## Voetnoten
ADO ·
Ajax ·
DOS ·
DWS ·
Elinkwijk ·
Feijenoord ·
Fortuna '54 ·
Go Ahead ·
GVAV ·
MVV ·
NAC ·
PSV ·
Sittardia ·
Sparta ·
Telstar ·
FC Twente '65 ·
Willem II ·
Xerxes